# Pobiti Kamani
Pobiti Kamani (bulgarsk: Побити камъни), også kendt som Stenørkenen, er et ørkenlignende naturområde i Bulgarien, ca. 18 km vest for Varna. Området indeholder cylindriske klippesøjler der har en højde på 5-6 meter og en tykkelse på 0,5 til 2,5 meter. Søjlerne er lavet af kalksten og indeholder mange fossiler. Sand og sparsom vegetation giver området et ørkenagtigt præg.
Området dækker 253 hektar og har syv større grupper af klipper. Pobiti Kamani er fredet. Der er et unikt plante- og dyreliv. Det er den eneste habitat i Bulgarien for planten Arenaria rigida. I alt er der 5 truede plantearter bevaret i området. Der er over 110 sjældne fuglearter.
Klippesøjlerne er næsten alle hule og fyldt med sand. De ser ud som om de er hamret ned i jorden. Det første dybdegående studie af stedet blev iværksat af en russisk general i 1828. Senere i 1854 blev klippesøjlerne undersøgt af den engelske geolog William Hamilton som mente at de var formet af havet. De bulgarske geologer brødrene Peter og Stefan Bonchev Gochev mente at søjlerne kan dateres til kænozoikum for omkring 50 millioner år siden da det meste af Østeuropa var dækket af hav. Der blev aflejret sediment på havbunden, som blev presset sammen til kalksten. På et tidspunkt blev der presset gasser op gennem kalkstenen hvorved der blev dannet rør. Mange millioner år senere forsvandt havet, og erosion efterlod rørene som høje søjler stukket ned i jorden.